# Liste der Nummer-eins-Hits in Finnland (1987)
Dies ist eine Liste der Nummer-eins-Hits in Finnland im Jahr 1987. Sie basiert auf den offiziellen Single Top und den Album Top, die im Auftrag von Musiikkituottajat, der finnischen Landesgruppe der IFPI, erstellt werden.

## Singles
| | Liste der Nummer-eins-Hits in Finnland | Liste der Nummer-eins-Hits in Finnland | Liste der Nummer-eins-Hits in Finnland                                            | 1988 →                    |
| \| Zeitraum \| Wo. ges. \| Interpret \| Titel Autor(en) \| Zusätzliche Informationen \| \| (Zeitraum, Wochen auf Platz eins, Interpret, Titel, Autor[en], zusätzliche Informationen) \| \| \| \| \| \| ----------------------------------------------------------------------------------------- \| -------- \| --------------- \| --------------------------------------------------------------------------------- \| ------------------------- \| \| Januar 1987 – März 1987 3 Monate \| 3 \| Gary Moore \| Over the Hills and Far Away Gary Moore \| – \| \| April 1987 1 Monat \| 1 \| Mel & Kim \| Respectable Pete Waterman, Matthew James Aitken, Mike Stock \| – \| \| Mai 1987 1 Monat \| 1 \| Whitney Houston \| I Wanna Dance with Somebody (Who Loves Me) George Robert Merrill, Shannon Rubicam \| – \| \| Juni 1987 1 Monat \| 1 \| Samantha Fox \| Nothing’s Gonna Stop Me Now Stock Aitken Waterman \| – \| \| Juli 1987 – September 1987 3 Monate \| 3 \| Pet Shop Boys \| It’s a Sin Neil Francis Tennant, Chris Lowe \| – \| \| Oktober 1987 – Dezember 1987 3 Monate \| 3 \| Miljoonasade \| Marraskuu \| – \| |                                        |                                        |                                                                                   |                           |
| |                                        |                                        |                                                                                   | → 1988 →                  |
| Zeitraum | Wo. ges.                               | Interpret                              | Titel Autor(en)                                                                   | Zusätzliche Informationen |
| (Zeitraum, Wochen auf Platz eins, Interpret, Titel, Autor[en], zusätzliche Informationen) |                                        |                                        |                                                                                   |                           |
| Januar 1987 – März 1987 3 Monate | 3                                      | Gary Moore                             | Over the Hills and Far Away Gary Moore                                            | –                         |
| April 1987 1 Monat | 1                                      | Mel & Kim                              | Respectable Pete Waterman, Matthew James Aitken, Mike Stock                       | –                         |
| Mai 1987 1 Monat | 1                                      | Whitney Houston                        | I Wanna Dance with Somebody (Who Loves Me) George Robert Merrill, Shannon Rubicam | –                         |
| Juni 1987 1 Monat | 1                                      | Samantha Fox                           | Nothing’s Gonna Stop Me Now Stock Aitken Waterman                                 | –                         |
| Juli 1987 – September 1987 3 Monate | 3                                      | Pet Shop Boys                          | It’s a Sin Neil Francis Tennant, Chris Lowe                                       | –                         |
| Oktober 1987 – Dezember 1987 3 Monate | 3                                      | Miljoonasade                           | Marraskuu                                                                         | –                         |

## Alben
| | Liste der Nummer-eins-Hits in Finnland | Liste der Nummer-eins-Hits in Finnland | Liste der Nummer-eins-Hits in Finnland | 1988 →                    |
| \| Zeitraum \| Wo. ges. \| Interpret \| Titel \| Zusätzliche Informationen \| \| (Zeitraum, Wochen auf Platz eins, Interpret, Titel, zusätzliche Informationen) \| \| \| \| \| \| ------------------------------------------------------------------------------ \| -------- \| --------------------------------- \| ----------------------- \| ------------------------- \| \| Januar 1987 1 Monat \| 1 \| Deep Purple \| The House of Blue Light \| – \| \| Februar 1987 1 Monat \| 1 \| (Verschiedene Interpreten) \| Super Hits 2 \| – \| \| März 1987 1 Monat \| 1 \| Gary Moore \| Wild Frontier \| – \| \| April 1987 1 Monat \| 1 \| J. Karjalainen & Mustat lasit \| Kookospähkinäkitara \| – \| \| Mai 1987 1 Monat (insgesamt 2) \| 2 \| Topi Sorsakoski & Agents \| Besame Mucho \| – \| \| Juni 1987 1 Monat \| 1 \| Whitney Houston \| Whitney \| – \| \| Juli 1987 1 Monat (insgesamt 2) \| 2 \| Topi Sorsakoski & Agents \| Besame Mucho \| – \| \| August 1987 1 Monat \| 1 \| (Verschiedene Interpreten) \| Hits 6 \| – \| \| September 1987 1 Monat \| 1 \| Pet Shop Boys \| Actually \| – \| \| Oktober 1987 1 Monat \| 1 \| Bruce Springsteen \| Tunnel of Love \| – \| \| November 1987 1 Monat \| 1 \| Mamba \| Syksy \| – \| \| Dezember 1987 1 Monat \| 1 \| Moskovan Radion Sinfoniaorkesteri \| Venäläinen fantasia \| – \| |                                        |                                        |                                        |                           |
| |                                        |                                        |                                        | → 1988 →                  |
| Zeitraum | Wo. ges.                               | Interpret                              | Titel                                  | Zusätzliche Informationen |
| (Zeitraum, Wochen auf Platz eins, Interpret, Titel, zusätzliche Informationen) |                                        |                                        |                                        |                           |
| Januar 1987 1 Monat | 1                                      | Deep Purple                            | The House of Blue Light                | –                         |
| Februar 1987 1 Monat | 1                                      | (Verschiedene Interpreten)             | Super Hits 2                           | –                         |
| März 1987 1 Monat | 1                                      | Gary Moore                             | Wild Frontier                          | –                         |
| April 1987 1 Monat | 1                                      | J. Karjalainen & Mustat lasit          | Kookospähkinäkitara                    | –                         |
| Mai 1987 1 Monat (insgesamt 2) | 2                                      | Topi Sorsakoski & Agents               | Besame Mucho                           | –                         |
| Juni 1987 1 Monat | 1                                      | Whitney Houston                        | Whitney                                | –                         |
| Juli 1987 1 Monat (insgesamt 2) | 2                                      | Topi Sorsakoski & Agents               | Besame Mucho                           | –                         |
| August 1987 1 Monat | 1                                      | (Verschiedene Interpreten)             | Hits 6                                 | –                         |
| September 1987 1 Monat | 1                                      | Pet Shop Boys                          | Actually                               | –                         |
| Oktober 1987 1 Monat | 1                                      | Bruce Springsteen                      | Tunnel of Love                         | –                         |
| November 1987 1 Monat | 1                                      | Mamba                                  | Syksy                                  | –                         |
| Dezember 1987 1 Monat | 1                                      | Moskovan Radion Sinfoniaorkesteri      | Venäläinen fantasia                    | –                         |

Siehe auch: Nummer-eins-Hits 1987 in  Australien, Belgien, Dänemark, Deutschland, Frankreich, Irland, Italien, Japan, Kanada, Neuseeland, den Niederlanden, Norwegen, Österreich, Schweden, der Schweiz, Spanien, den Vereinigten Staaten und im Vereinigten Königreich.